# Mirador (Paraná)
Mirador es un municipio brasileño del estado de Paraná. Su población de acuerdo con el censo del IBGE de 2010 es de 2.327 habitantes.